# Mannheim Károly
Mannheim Károly, Karl Mannheim (Budapest, 1893. március 27. – London, 1947. január 9.) szociológus, pedagógus, filozófus, a tudásszociológia egyik elindítója.

„Ha létrejön a kultúra fogalma, akkor a kultúra egy bizonyos megélése már elsüllyedt: megszűnt a létkultúra szerves növekedése. Míg azelőtt a műveket természetiként élték meg, most már a szerves, akaratlan növekedésű kulturális valóságokat (mint a nyelvet, az erkölcsöket stb.) is művekként élik át. A kultúra ott lesz érték, ahol megszűnt létként létezni; és ezért elkerülhetetlen visszavetítés, amikor a szerves kultúrákat is értékre irányultnak tartjuk.”

– A gondolkodás struktúrái; Atlantisz, 1995. 29. l.

## Pályafutása
Mannheim Gerzson (Gusztáv) kereskedő (1862–1945) és az osztrák Rosa Eylenburg (Eylenburg Róza) (1867–1944) gyermeke. Anyai nagyszülei az osztrák Eylenburg Farkas és Gerechter Paula voltak.
Mannheim Károly élete és munkássága három különböző életszakaszra osztható: a magyarországi (1919-ig), a németországi (1919–1933) és az angliai korszakra (1933–47). Tudományos életére az alábbi személyek voltak kiemelkedő hatással: Lukács György, Jászi Oszkár, Georg Simmel, Martin Heidegger, Edmund Husserl, Karl Marx, Alfred és Max Weber, Max Scheler és Wilhelm Dilthey. Munkásságában Mannheim arra törekedett, hogy szintetizálja a német historicizmus, a marxizmus, a fenomenológia, a szociológia és az angolszász pragmatizmus elemeit.

## Magyarországi korszak (1893–1919)
1911-től a Budapesti Tudományegyetem Bölcsészeti karán folytatott német–francia nyelvi és irodalmi, valamint filozófiai tanulmányokat, 1916-ban szerezte meg diplomáját. Éveken át a Vas utcai Felsőkereskedelmi Iskola tanára volt.
Az 1910-es évek második felében a Lukács György vezette Vasárnapi Körhöz tartozott. Első Hegel-fordításai 1911-ben jelentek meg a Szellem c. folyóiratban. 1912-től a Galilei Kör tagja. A Szellemi Tudományok Szabadiskoláján, 1917 őszén mutatkozott be Lélek és kultúra c. előadásával. 1917-től tagja a Magyar Filozófiai Társaságnak. Bölcsészdoktori értekezése, „Az ismeretelmélet szerkezeti elemzése”, 1918-ban jelent meg. A Magyarországi Tanácsköztársaság idején kinevezték a Bölcsészeti Kar Tanárképző Főiskolájának filozófiai előadójává. A kommün bukása után Kun Béla bizonyos pénzösszeget hagyott Budapesten megbízható polgári személyeknél, így például Mannheimnél és feleségénél Láng Júliánál. Ebből a pénzből megszervezte feleségével a proletárdiktatúra számos jelentős szereplőjének (pl. Lukács György) Bécsbe juttatását.

## Németországi korszak (1919–1933)
1919 őszén Bécsbe emigrált, ahonnan először Freiburgba ment, majd Heidelbergbe költözött. 1920-tól rendszeresen jelentek meg filozófiai és ismeretelméleti tárgyú tanulmányai német folyóiratokban. Érdeklődésének középpontjában ezekben az években a világnézeti szintézis, a gondolkodási típusok, a historicizmus, a folyamat megismerési különböző problémái álltak. 1921. március 22-én Heidelbergben összeházasodott Láng Júliával. 1926-ban a Heidelbergi Egyetemen magántanári képesítést szerzett. Néhány éven át főleg az ideológia- és utópiakritika, a tudás- és kultúrszociológia problémái foglalkoztatták. 1930-ban kinevezték a Frankfurti Egyetem szociológia- és közgazdaságtudományi tanszékének professzorává. Évekig szerkesztője volt a Schriften zur Philosophie und Soziologie c. sorozatnak. Németországi alkotó periódusában keletkezett két legnevezetesebb munkája, az Ideologie und Utopie (1929) és a Wissenssoziologie (1931). Az 1930-as évektől kezdve már úgy tartották számon, mint a polgári tudásszociológia egyik legjelentősebb képviselőjét. 1933-ban a nácik hatalomra jutása után Angliába emigrált.

## Angliai korszak (1933–1947)
Néhány évig a London School of Economics szociológia-professzora, majd 1946-tól az University of London akkor létrehozott oktatásszociológiai tanszékének a vezetője. Az 1930-as évek második felétől kezdve elsősorban a polgári társadalom megreformálása foglalkoztatta; ezzel összefüggésben a tömegdemokráciának, a közvélemény formálásának, a pedagógia korszerűsítésének és megnövekedett társadalmi szerepének megértése és kérdései. E témákban keletkezett elméleti munkáinak jelentős része már csak halála után jelent meg. Az emigráció éveiben sem szűnt meg teljesen a kapcsolata a magyar polgári liberális és radikális szellemi élettel. Az 1930-as években részt vett a Cobden Szövetség vitáiban, és publikációit közölte a Szép Szó c folyóirat is. 1943-ban megindította és haláláig szerkesztette a The International Library of Sociology and Social Reconstruction c. sorozatot, amelynek kiadványaiban több gyűjteményes munkája jelent meg. „A gondolkodás létbeágyazottságáról”, „a szabadon lebegő értelmiség”, „a szellemi elit” elhivatottságáról és társadalmi szerepéről, „a fundamentálisan megtervezett (polgári) társadalomról” vallott nézetei a megfogalmazás pillanatától kezdve élénk vita tárgyát képezték a marxista és nem marxista gondolkodók körében. 1946-ban nevezték ki az Egyesült Nemzetek Szervezete Nevelésügyi, Tudományos és Kulturális Szervezete (UNESCO) európai tagozatának igazgatójává, s még ugyanennek az évnek végén meghívták a budapesti egyetem bölcsészeti kara szociológiai tanszékének élére. Hazatérését halála akadályozta meg.

## Megjelent művei
- Lélek és kultúra; Benkő, Bp., 1918 (Előadások a szellemi tudományok köréből)
- Az ismeretelmélet szerkezeti elemzése; Franklin Ny., Bp., 1918
- Das konservative Denken (Archiv für Sozialwissenschaft und Sozialpolitik, 1927)
- Das Problem der Generationen (Kölner Vierteljahreshefte, 1928; magyarul: A nemzedéki probléma, Ifjúságszociológia, Budapest, 1969)
- Ideologie und Utopie (Bonn, 1929)
- Wissenssoziologie (Handwörterbuch der Soziologie, Stuttgart, 1931)
- Die Gegenwartsaufgaben der Soziologie (Tübingen, 1932; magyarul: A szociológia jelenkori feladatai, Budapest, 1945)
- Mensch und Gesellschaft im Zeitalter des Umbaus (Leiden, 1935)
- A modern háborúk keletkezésének pszichológiájához; Pantheon, Bp., 1937
- Diagnosis of our Time (London, 1943)
- A jelenkori szociológia feladatai; ford. Zoltán József; Egyetemi Ny., Bp., 1945 (Az Egyetemi Nyomda kis tanulmányai)
- Freedom, Power and Democratic Planning (London, 1951)
- Essay on the Sociology of Knowledge (London, 1953)
- Essay on Sociology and Social Psychology (London, 1953)
- Essay on the Sociology of Culture (London, 1956)
- Systematic Sociology (London, 1957)
- An Introduction to the Sociology of Education (London, 1962)
- Ideológia és utópia; Kossuth, Bp., 1971
- A konzervativizmus. Tanulmány a tudás szociológiájáról; ford., utószó Kiss Endre; Cserépfalvi, Bp., 1994 (A társadalomtudomány klasszikusai)
- A gondolkodás struktúrái. Kultúraszociológiai tanulmányok (ford. Lissauer Zoltán, Adamik Lajos), Atlantisz Könyvkiadó, Budapest, 1995 (Mesteriskola), ISBN 9637978593
- Mannheim Károly levelezése, 1911–1946; vál., jegyz. Gábor Éva; Argumentum–MTA Lukács Archívum, Bp., 1996 (Archívumi füzetek)
- Ideológia és utópia (ford. Mezei I. György), Atlantisz Könyvkiadó, Budapest, 1996 (Mesteriskola), ISBN 9637978739
- Mannheim Károly; vál., sajtó alá rend., bev., jegyz. Felkai Gábor; Új Mandátum, Bp., 1999 (Magyar panteon)
- Tudásszociológiai tanulmányok; ford. Bendl Júlia et al., utószó Wessely Anna; Osiris, Bp., 2000 (Osiris könyvtár. Szociológia)